# ONE 156
ONE 156: Eersel vs. Sadikovic fue un evento de deportes de combate producido por ONE Championship llevado a cabo el 22 de abril de 2022, en el Singapore Indoor Stadium en Kallang, Singapur.

## Historia
El evento fue encabezado por una pelea por el Campeonato Mundial de Kickboxing de Peso Ligero de ONE entre el actual campeón Regian Eersel y el retador titular Arian Sadikovic.
El evento coprincipal contó con una pelea por el Campeonato Inaugural de Muay Thai de Peso Paja de ONE entre Jackie Buntan y Smilla Sundell.
Una eliminatoria titular entre Bokang Masunyane y Jarred Brooks se llevó a cabo en el evento.
Marcus Almeida estaba programado para enfrentar a Oumar Kane en el evento. Sin embargo, Kane se retiró de la pelea por una lesión.
Una pelea de Muay Thai de Peso Átomo de entre la ex-Campeona de Peso Súper Gallo de Glory Anissa Meksen y la estonia Ruumet se llevó a cabo en el evento.

## Resultados
1. ↑  Por el Campeonato Mundial de Kickboxing de Peso Ligero de ONE.
2. ↑  Por el Campeonato Mundial Inaugural de Muay Thai de Peso Paja Femenino de ONE.
3. ↑  Eliminatoria titular de Peso Paja. Masunyane no dio el peso (128 lbs).
4. ↑  Anunciado originalmente como una decisión dividida, debido a un error en el cálculo de las tarjetas.

## Bonificaciones
Los siguientes peleadores recibieron bonos:
- $50,000 Actuación de la Noche: Mikey Musumeci, Smilla Sundell y Regian Eersel
- $100,000 Actuación de la Noche: Liam Harrison